# Нафтогазове родовище
Нафтогазове родовище (рос. нефтегазовое месторождение; англ. oil-and-gas field; нім. Erdöl- und Erdgaslagerstätte f) — родовище, яке характеризується переважанням сумарних запасів нафти над геологічними запасами газу (поряд з нафтогазовими в розрізі родовища можуть зустрітися газонафтові, нафтові, газоконденсатногазові поклади).

## Категорія величини родовищ нафти і газу
Категорія величини родовищ нафти і газу — розряд родовищ нафти і газу за величиною видобувних запасів нафти і балансових запасів газу.
- Дрібні родовища:
  - Видобувні запаси нафти, млн т < 10
  - Балансові запаси газу, млрд м3 < 10

- Середні родовища:
  - Видобувні запаси нафти, млн т — 10 — 30
  - Балансові запаси газу, млрд м3 — 10 — 30

- Великі родовища:
  - Видобувні запаси нафти, млн т — 30 — 300
  - Балансові запаси газу, млрд м3 — 30 — 500

- Унікальні родовища: 
  - Видобувні запаси нафти, млн т > 300
  - Балансові запаси газу, млрд м3 > 500

За складністю геологічної будови виділяють родовища (поклади):
- а) простої будови, пов'язані з непорушеними або слабкопорушеними структурами, продуктивні пласти характеризуються витриманістю товщин і колекторських властивостей по площі і розрізу;
- б) складної будови, характеризуються невитриманістю товщин і колекторських властивостей продуктивних пластів по площі і розрізу або наявністю літологічних заміщень колекторів непроникними породами або тектонічних порушень;
- в) дуже складної будови, характеризуються як наявністю літологічних заміщень або тектонічних порушень, так і невитриманістю товщини і колекторських властивостей продуктивних пластів.

Розмір і складність геологічної будови родовища визначають методику розвідувальних робіт, їхні обсяги, економічні показники розвідки і розробки.